# Wapen van Beersel
Het Wapen van Beersel is het heraldisch wapen van de Belgische gemeente Beersel. Het eerste wapen werd op 27 juni 1846, het tweede op 17 oktober 1986 toegekend.

## Geschiedenis
Sinds 1846 was aan Beersel een wapenschild van drie leeuwen van sabel op een zilveren schild toegekend, dat was gebaseerd op het wapen van het Huis Halewijn (de leeuwen zijn op het schild van Halewijn evenwel gekroond), met wie het sinds 1362 over Beersel heersende huis Wittem was verbonden door het huwelijk van Filips van Wittem met Johanna van Halewijn in 1491.
Toen in 1977 de nieuwe fusiegemeente Beersel werd gecreëerd door de samenvoeging van Beersel met Alsemberg, Dworp, Huizingen en Lot, werd er ook een nieuw gemeentewapen gemaakt. Hiervoor greep men terug naar de schepenzegels van Beersel uit 1630 en 1694. Dit was het Wapen van Wittem, dat voor een eikenboom werd geplaatst. De heren van Wittem waren immers van 1362 tot in de 17e eeuw heren van Beersel.

## Blazoen
Het huidige wapen heeft de volgende blazoenering:
Gevierendeeld 1. en 4. in sabel een leeuw van goud, geklauwd en getongd van keel 2. en 3. in zilver een uitgeschulpt kruis van lazuur. Het schild geplaatst voor een geplante eikeboom van natuurlijke kleur.— Ministerieel Besluit (17 oktober 1986).

## Verwante wapens

Witthem, uit wapenboek Codex 148 (ca. 1483).
Wapen van Gulpen-Wittem.
Wapen van Wittem (uitvoering 1897).
Wapen van Wittem.
Wapen van Zwake.